# Рукометна репрезентација Малте
Рукометна репрезентација Малте представља Малту у међународним такмичењима у рукомету. Налази се под контролом Рукометног савеза Малте. 

## Учешћа репрезентације на међународним такмичењима

### Олимпијске игре
Није учествовала

### Светска првенства
Није учествовала

### Европска првенства
Није учествовала